# Precious Achiuwa
Precious Ezinna Achiuwa (19 de setembro de 1999) é um jogador nigeriano de basquete profissional que atualmente joga no New York Knicks da National Basketball Association (NBA).
Ele jogou basquete universitário na Universidade de Memphis e foi selecionado pelo Miami Heat como a 20º escolha geral no draft da NBA de 2020. Após o término de seu ano de calouro em Miami, ele foi trocado para o Toronto Raptors durante a offseason de 2021.

## Início da vida e carreira no ensino médio
Achiuwa nasceu em Porto Harcourt, Nigéria e cresceu principalmente jogando futebol. Ele começou a se concentrar no basquete ainda na oitava série, quando se mudou para os Estados Unidos. Em seu primeiro ano do ensino médio, Achiuwa jogou basquete na Our Savior Lutheran School em Nova York. Nos dois anos seguintes, ele frequentou a Escola Preparatória St. Benedict em Newark, New Jersey. Em sua terceira temporada, Achiuwa teve médias de 18,5 pontos, 10,5 rebotes, 2,9 bloqueios e 2,2 roubos de bola, levando seu time a um recorde de 28–2. Ele foi nomeado para a Segunda-Equipe All-American.
Entrando em seu último ano, Achiuwa foi transferido para a Montverde Academy, uma escola preparatória em Montverde, Flórida, com um programa de basquete de sucesso que ocupou o primeiro lugar no ranking nacional na temporada anterior. Ele liderou Montverde com médias de 14 pontos e 7,2 rebotes e ajudou sua equipe a chegar às semifinais do GEICO High School Nationals. Achiuwa foi selecionado para a Quinta-Equipe All-American e para a Primeira-Equipe da USA Today na Flórida.

### Recrutamento
Em 17 de maio de 2019, Achiuwa se comprometeu a jogar basquete universitário na Universidade de Memphis sob o comando do técnico Penny Hardaway. Ele se juntou a seu ex-companheiro de equipe da União Atlética Amadora (AAU), Lester Quiñones, e ao jogador número um na classe de 2019, James Wiseman.
| Nome | Cidade Natal                           | Escola/Universidade    | Altura             | Peso           | Data da revisão    |
| --- | -------------------------------------- | ---------------------- | ------------------ | -------------- | ------------------ |
| Precious Achiuwa PF | Queens, NY                             | Montverde Academy (FL) | 6 ft 8 in (2.03 m) | 210 lb (95 kg) | 17 de Maio de 2019 |
| Precious Achiuwa PF | Recrutamento: Rivais: ESPN: 247sports: |                        |                    |                |                    |
| Classificação geral de novatos: Rivals: 17º \| 247sports: 9º \| ESPN: 17º                                                                                     |                                        |                        |                    |                |                    |
| - Nota: Em muitos casos, Scout, Rivals, 247Sports e ESPN podem entrar em conflito em suas listas de altura e peso, nestes casos, a média foi obtida. - Fonte: |                                        |                        |                    |                |                    |

## Carreira universitária
Em sua estreia pela Universidade de Memphis, Achiuwa registrou 14 pontos e oito rebotes na derrota para South Carolina State por 97-64. Em 23 de novembro, ele marcou 25 pontos em uma vitória por 87-86 sobre Ole Miss. Como resultado, Achiuwa foi nomeado o Jogador da Semana da AAC em 25 de novembro.
Em 23 de dezembro, ele recebeu o Prêmio de Calouro da Semana da AAC depois de registrar 20 pontos e nove rebotes na vitória por 77-49 sobre Jackson State. No final da temporada regular, Achiuwa foi nomeado o Jogador e o Calouro do Ano da AAC. Ele teve médias de 15,8 pontos, 10,8 rebotes e 1,9 bloqueios.
Ele se declarou para o draft da NBA de 2020 após sua temporada de calouro.

## Carreira profissional

### Miami Heat (2020–2021)
Achiuwa foi selecionado pelo Miami Heat como a 20ª escolha geral no draft da NBA de 2020. Em 25 de novembro, ele assinou um contrato de 4 anos e US$ 12.5 milhões com o Heat.

### Toronto Raptors (2021-2023)
Em 6 de agosto de 2021, o Toronto Raptors adquiriu Achiuwa e Goran Dragić do Heat em troca de Kyle Lowry.
Em 20 de outubro de 2021, em sua estreia na temporada com os Raptors, Achiuwa registrou seis pontos, sete rebotes, duas assistências e uma roubada de bola na derrota por 96-83 para o Washington Wizards. Em 24 de novembro de 2021, ele teve 17 pontos, quatro rebotes, duas assistências e um roubo de bola na vitória por 126-113 contra o Memphis Grizzlies.

### New York Knicks (2023–Presente)
Em 30 de dezembro de 2023, Achiuwa foi trocado, junto com OG Anunoby e Malachi Flynn, para o New York Knicks em troca de Immanuel Quickley, RJ Barrett e uma escolha de 2° rodada.
Em 30 de julho de 2024, Achiuwa renovou com o Knicks em um contrato de um ano e US$6 milhões. Em 20 de outubro, os Knicks anunciaram que Achiuwa sofreu uma distensão no tendão da coxa esquerda, o que o fez perder o início da temporada por 2 a 4 semanas.

## Estatísticas da carreira

### NBA

#### Temporada regular
| Ano      | Equipe   | PJ  | PT | MPJ  | AP   | 3P   | LL   | RT  | AS  | BR | TO  | PPJ |
| -------- | -------- | --- | -- | ---- | ---- | ---- | ---- | --- | --- | -- | --- | --- |
| 2020–21  | Miami    | 61  | 4  | 12.1 | .544 | .000 | .509 | 3.4 | .5  | .3 | .5  | 5.0 |
| 2021–22  | Toronto  | 73  | 28 | 23.6 | .439 | .359 | .595 | 6.5 | 1.1 | .5 | .6  | 9.1 |
| 2022–23  | Toronto  | 55  | 12 | 20.7 | .485 | .269 | .702 | 6.0 | .9  | .6 | .5  | 9.2 |
| 2023–24  | Toronto  | 25  | 0  | 17.5 | .459 | .277 | .571 | 5.4 | 1.8 | .6 | .5  | 7.7 |
| 2023–24  | New York | 49  | 18 | 24.2 | .525 | .260 | .643 | 7.2 | 1.1 | .6 | 1.1 | 7.6 |
| Carreira | Carreira | 263 | 62 | 19.6 | .490 | .233 | .603 | 5.7 | 1.0 | .5 | .6  | 7.7 |

#### Playoffs
| Ano      | Equipe   | PJ | PT | MPJ  | AP   | 3P   | LL   | RT  | AS  | BR | TO  | PPJ  |
| -------- | -------- | -- | -- | ---- | ---- | ---- | ---- | --- | --- | -- | --- | ---- |
| 2021     | Miami    | 3  | 0  | 4.0  | .750 | —    | .250 | 2.0 | .0  | .0 | .7  | 2.3  |
| 2022     | Toronto  | 6  | 1  | 27.8 | .481 | .313 | .600 | 4.8 | 1.0 | .2 | .8  | 10.2 |
| 2024     | New York | 9  | 2  | 20.5 | .488 | .000 | .385 | 4.2 | .6  | .4 | 1.3 | 5.2  |
| Carreira | Carreira | 18 | 3  | 17.4 | .573 | .156 | .411 | 3.6 | .5  | .2 | .9  | 5.8  |

### Universidade
| Ano     | Equipe  | PJ | PT | MPJ  | AP   | 3P   | LL   | RT   | AS  | BR  | TO  | PPJ  |
| ------- | ------- | -- | -- | ---- | ---- | ---- | ---- | ---- | --- | --- | --- | ---- |
| 2019–20 | Memphis | 31 | 31 | 30.4 | .493 | .325 | .599 | 10.8 | 1.0 | 1.1 | 1.9 | 15.8 |

## Vida pessoal
O irmão mais velho de Achiuwa, Godgift Achiuwa, jogou basquete universitário na Universidade St. John's de 2011 a 2014. Sua mãe, Eunice, e seu pai, Donatus, são ministros pentecostais. Além de Godgift, ele tem dois irmãos, Godwill e Promise, e duas irmãs, Grace and Peace.